# Cecil Jackson
Cecil E. Jackson (1872-1956) foi um político canadense.
Jackson fixou residência em Windsor no ano de 1886 e nesta cidade tornou-se vereador, em 1904, e prefeito entre 1927 e 1930. Em seu mandato de administrador, inaugurou duas das maiores obras do município na primeira metade do século XX: a ponte suspensa Ambassador Bridge e o túnel rodoviário submerso Detroit–Windsor Tunnel.

## Obras inauguradas pelo prefeito Cecil E. Jackson

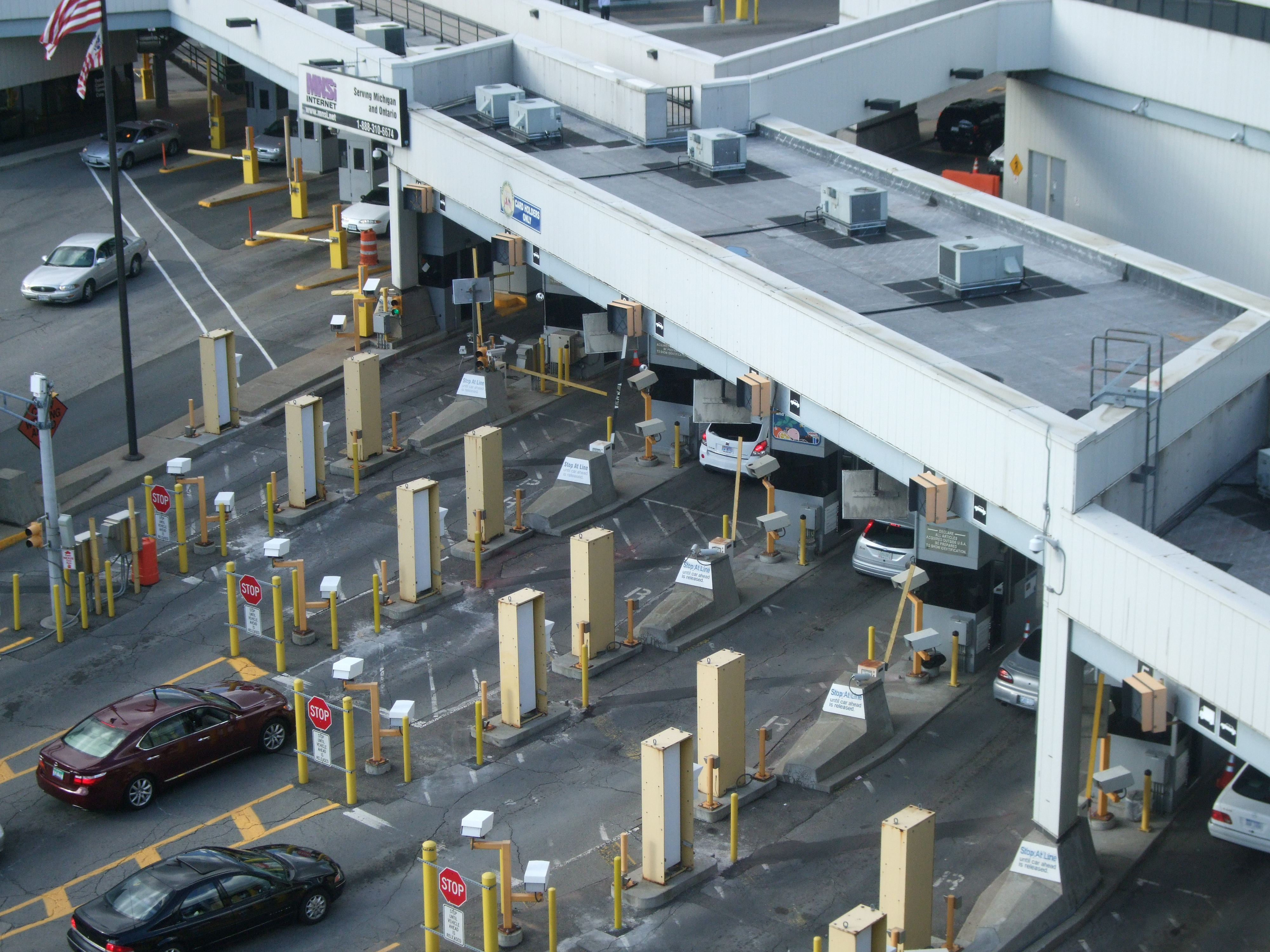
Entrada do Detroit–Windsor Tunnel
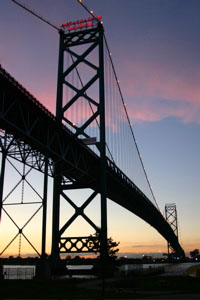
Ambassador Bridge